# Pontificio istituto Giovanni Paolo II
Il Pontificio Istituto Teologico "Giovanni Paolo II" per le Scienze del matrimonio e della famiglia (in latino Pontificium Institutum Theologicum pro Scientiis de Matrimonio et Familia Sancto Ioanni Paulo II dicatum) è un istituto universitario della Chiesa cattolica a Roma.

## Storia
Il Pontificio Istituto "Giovanni Paolo II" è stato fondato nel 1981 da papa Giovanni Paolo II, con l'intenzione di offrire alla Chiesa cattolica un contributo affinché la verità su matrimonio e famiglia sia indagata con metodo sempre più scientifico, e dar modo a laici, religiosi e presbiteri di ricevere in materia una formazione sia scientifica, sia filosofico-teologica, sia nelle scienze umane, in maniera che il loro ministero pastorale ed ecclesiale venga svolto in modo più adatto ed efficace.
Pur inserito da un punto di vista organizzativo all'interno della Pontificia Università Lateranense, l'Istituto è indipendente e concede titoli iure proprio: licenza in Teologia, dottorato e master in Scienze del matrimonio e della famiglia, anche con specializzazione in bioetica.
Il Pontificio Istituto "Giovanni Paolo II" pubblica la rivista scientifica internazionale Anthropotes.
Con il motu proprio Summa familiae cura dell'8 settembre 2017, papa Francesco ha soppresso il Pontificio Istituto "Giovanni Paolo II", sostituendolo con il «Pontificio Istituto Teologico "Giovanni Paolo II" per le Scienze del Matrimonio e della Famiglia» (in latino: Pontificium Institutum Theologicum pro Scientiis de Matrimonio et Familia Sancto Ioanni Paulo II dicatum).

## Sedi
L'Istituto ha sezioni in tutti i continenti:
- Roma, presso la Pontificia Università Lateranense (sede centrale)
- Washington, Stati Uniti, presso la Catholic University of America
- Cotonou, Benin
- Salvador de Bahia, Brasile
- Thuruthy, Changanassery, Kerala, India
- Città del Messico, Messico
- Guadalajara, Messico
- Monterrey, Messico
- Leon, Guanajuato, Messico
- Valencia, Spagna
- Melbourne, Australia (sede associata)

## Autorità accademiche
L'Istituto, in qualità di istituzione pontificia, è governato direttamente dalla gerarchia della Chiesa cattolica.
Dal 19 maggio 2025 il gran cancelliere è il cardinale Baldassare Reina.
I primi due presidi dell'Istituto, Carlo Caffarra e Angelo Scola, sono entrambi divenuti in seguito cardinali. Fino al 2006 il preside dell'Istituto corrispondeva al rettore della Pontificia Università Lateranense. In seguito Benedetto XVI ha dato all'Istituto piena autonomia dall'università (pur mantenendo la sua sede centrale al suo interno) e ha nominato il preside nella persona di mons. Livio Melina.
Ogni sezione internazionale è retta da un vice-cancelliere che è il vescovo della diocesi in cui ha sede e dal proprio vicepreside, nominato tra i professori ordinari.

## Cronotassi dei presidi
- Presbitero Carlo Caffarra (gennaio 1981 - 8 settembre 1995 nominato arcivescovo di Ferrara-Comacchio)
- Vescovo Angelo Scola (14 settembre 1995 - 5 gennaio 2002 nominato patriarca di Venezia)
- Vescovo Rino Fisichella (18 gennaio 2002 - gennaio 2006 cessato)
- Monsignore Livio Melina (gennaio 2006 - 15 agosto 2016 dimesso)
- Monsignore Pierangelo Sequeri (15 agosto 2016 - 31 agosto 2021)
- Monsignore Philippe Bordeyne, dal 1º settembre 2021[6]